# Колориметр

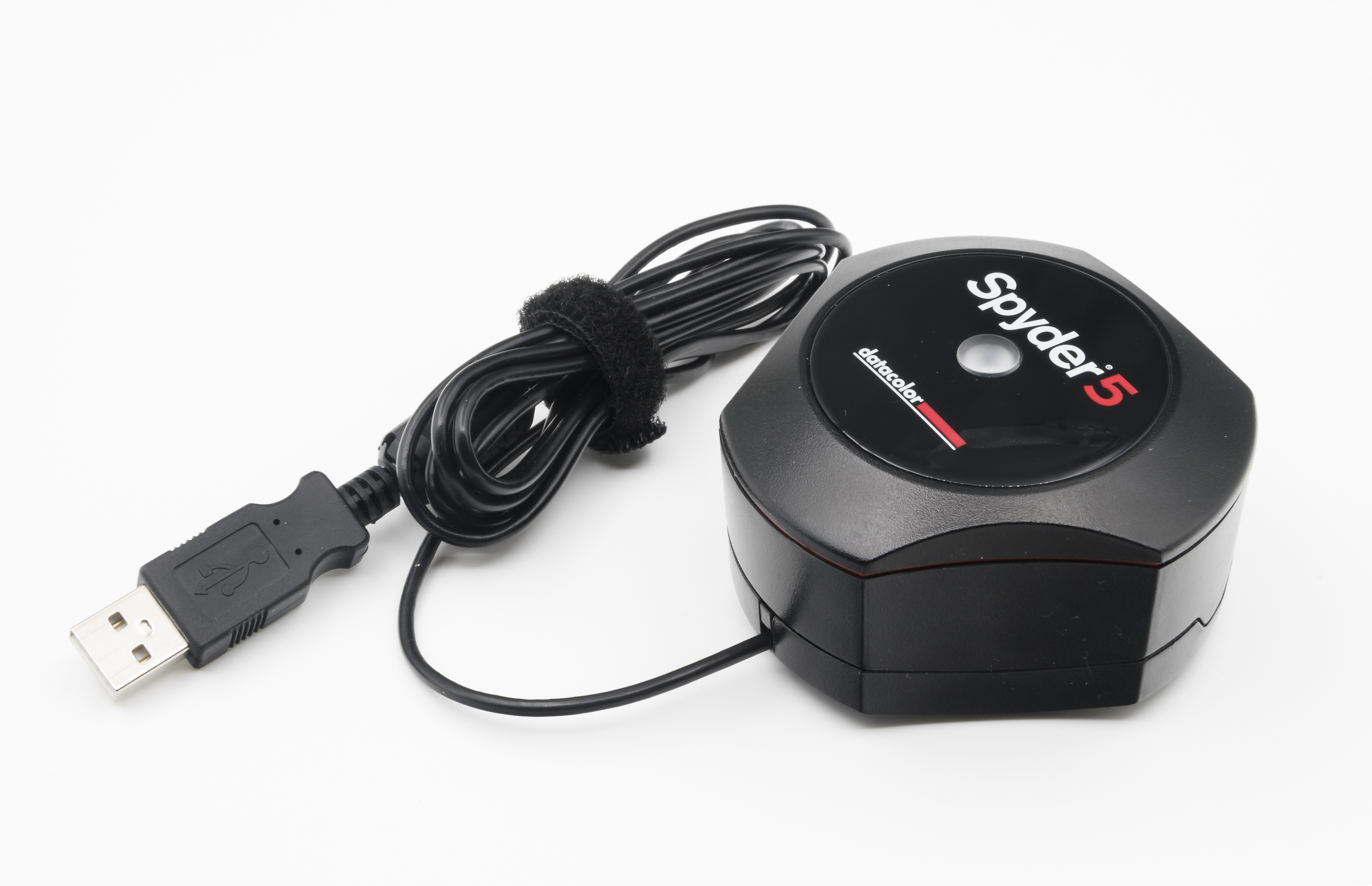
Колориметр, применяемый для калибровки монитора

Колори́метр — прибор для измерения характеристик цвета и его координат в какой-либо цветовой модели. Конструктивно может существовать как в виде отдельного устройства, так и в качестве составной части других приборов, применяемых, например, для машинной колеровки.

## Принцип работы
Существует три основных способа определения цвета:
1. Визуальный — суммирование (смешивание) эталонного цвета в колориметре и его дальнейшее визуальное сопоставление с измеряемым цветом;
2. Фотоэлектрический — получение информации о цвете с помощью трёхканального фотоприёмника, откалиброванного в соответствии с одной из стандартных цветовых моделей;
3. Спектральный — расчёт цвета на основании измерения спектральной плотности потока излучения, полученного с помощью отражения или пропускания света через измеряемый объект.